# Arrondissement Péronne
Das Arrondissement Péronne ist eine französische Verwaltungseinheit im Département Somme in der Region Hauts-de-France. Hauptort (Unterpräfektur) ist Péronne.

## Wahlkreise
Im Arrondissement liegen vier Wahlkreise (Kantone) und 208 Gemeinden
- Kanton Albert
- Kanton Ham
- Kanton Moreuil (mit 20 von 42 Gemeinden)
- Kanton Péronne

## Gemeinden
Die Gemeinden des Arrondissements Péronne sind:
| 1. Ablaincourt-Pressoir (80002)*    | 2. Acheux-en-Amiénois (80003)       | 3. Aizecourt-le-Bas (80014)           | 4. Aizecourt-le-Haut (80015)        |
| 5. Albert (80016)                   | 6. Allaines (80017)                 | 7. Arquèves (80028)                   | 8. Assevillers (80033)              |
| 9. Athies (80034)                   | 10. Auchonvillers (80038)           | 11. Authie (80043)                    | 12. Authuille (80045)               |
| 13. Aveluy (80047)                  | 14. Barleux (80054)                 | 15. Bayencourt (80057)                | 16. Bayonvillers (80058)            |
| 17. Bazentin (80059)                | 18. Beaucourt-sur-l’Ancre (80065)   | 19. Beaufort-en-Santerre (80067)      | 20. Beaumont-Hamel (80069)          |
| 21. Bécordel-Bécourt (80073)        | 22. Belloy-en-Santerre (80080)      | 23. Bernes (80088)                    | 24. Berny-en-Santerre (80090)       |
| 25. Bertrancourt (80095)            | 26. Béthencourt-sur-Somme (80097)   | 27. Biaches (80102)                   | 28. Billancourt (80105)             |
| 29. Bouchavesnes-Bergen (80115)     | 30. Bouchoir (80116)                | 31. Bouvincourt-en-Vermandois (80128) | 32. Bouzincourt (80129)             |
| 33. Bray-sur-Somme (80136)          | 34. Breuil (80139)                  | 35. Brie (80141)                      | 36. Brouchy (80144)                 |
| 37. Buire-Courcelles (80150)        | 38. Buire-sur-l’Ancre (80151)       | 39. Bus-lès-Artois (80153)            | 40. Bussu (80154)                   |
| 41. Buverchy (80158)                | 42. Caix (80162)                    | 43. Cappy (80172)                     | 44. Carnoy-Mametz (80505)           |
| 45. Cartigny (80177)                | 46. Chaulnes (80186)                | 47. La Chavatte (80189)               | 48. Chilly (80191)                  |
| 49. Chuignes (80194)                | 50. Chuignolles (80195)             | 51. Cizancourt (80197)                | 52. Cléry-sur-Somme (80199)         |
| 53. Coigneux (80201)                | 54. Colincamps (80203)              | 55. Combles (80204)                   | 56. Contalmaison (80206)            |
| 57. Courcelette (80216)             | 58. Courcelles-au-Bois (80217)      | 59. Croix-Moligneaux (80226)          | 60. Curchy (80230)                  |
| 61. Curlu (80231)                   | 62. Dernancourt (80238)             | 63. Devise (80239)                    | 64. Doingt (80240)                  |
| 65. Dompierre-Becquincourt (80247)  | 66. Douilly (80252)                 | 67. Driencourt (80258)                | 68. Éclusier-Vaux (80264)           |
| 69. Englebelmer (80266)             | 70. Ennemain (80267)                | 71. Épehy (80271)                     | 72. Épénancourt (80272)             |
| 73. Eppeville (80274)               | 74. Équancourt (80275)              | 75. Esmery-Hallon (80284)             | 76. Estrées-Deniécourt (80288)      |
| 77. Estrées-Mons (80557)            | 78. Éterpigny (80294)               | 79. Étinehem-Méricourt (80295)        | 80. Étricourt-Manancourt (80298)    |
| 81. Falvy (80300)                   | 82. Fay (80304)                     | 83. Feuillères (80307)                | 84. Fins (80312)                    |
| 85. Flaucourt (80313)               | 86. Flers (80314)                   | 87. Folies (80320)                    | 88. Fontaine-lès-Cappy (80325)      |
| 89. Forceville (80329)              | 90. Foucaucourt-en-Santerre (80335) | 91. Fouquescourt (80339)              | 92. Framerville-Rainecourt (80342)  |
| 93. Fransart (80347)                | 94. Fresnes-Mazancourt (80353)      | 95. Fricourt (80366)                  | 96. Frise (80367)                   |
| 97. Ginchy (80378)                  | 98. Grandcourt (80384)              | 99. Gueudecourt (80397)               | 100. Guillaucourt (80400)           |
| 101. Guillemont (80401)             | 102. Guyencourt-Saulcourt (80404)   | 103. Hallu (80409)                    | 104. Ham (80410)                    |
| 105. Hancourt (80413)               | 106. Harbonnières (80417)           | 107. Hardecourt-aux-Bois (80418)      | 108. Harponville (80420)            |
| 109. Hédauville (80425)             | 110. Hem-Monacu (80428)             | 111. Herbécourt (80430)               | 112. Hérissart (80431)              |
| 113. Herleville (80432)             | 114. Hervilly (80434)               | 115. Hesbécourt (80435)               | 116. Heudicourt (80438)             |
| 117. Hombleux (80442)               | 118. Hypercourt (80621)             | 119. Irles (80451)                    | 120. Languevoisin-Quiquery (80465)  |
| 121. Laviéville (80468)             | 122. Léalvillers (80470)            | 123. Lesbœufs (80472)                 | 124. Licourt (80474)                |
| 125. Liéramont (80475)              | 126. Lihons (80481)                 | 127. Longavesnes (80487)              | 128. Longueval (80490)              |
| 129. Louvencourt (80493)            | 130. Mailly-Maillet (80498)         | 131. Marchélepot-Misery (80509)       | 132. Maricourt (80513)              |
| 133. Marieux (80514)                | 134. Marquaix (80516)               | 135. Matigny (80519)                  | 136. Maucourt (80520)               |
| 137. Maurepas (80521)               | 138. Méaulte (80523)                | 139. Méharicourt (80524)              | 140. Mesnil-Bruntel (80536)         |
| 141. Mesnil-en-Arrouaise (80538)    | 142. Mesnil-Martinsart (80540)      | 143. Mesnil-Saint-Nicaise (80542)     | 144. Millencourt (80547)            |
| 145. Miraumont (80549)              | 146. Moislains (80552)              | 147. Monchy-Lagache (80555)           | 148. Montauban-de-Picardie (80560)  |
| 149. Morchain (80568)               | 150. Morlancourt (80572)            | 151. Moyencourt (80576)               | 152. Muille-Villette (80579)        |
| 153. Nesle (80585)                  | 154. La Neuville-lès-Bray (80593)   | 155. Nurlu (80601)                    | 156. Offoy (80605)                  |
| 157. Ovillers-la-Boisselle (80615)  | 158. Pargny (80616)                 | 159. Parvillers-le-Quesnoy (80617)    | 160. Péronne (80620)                |
| 161. Pœuilly (80629)                | 162. Potte (80638)                  | 163. Pozières (80640)                 | 164. Proyart (80644)                |
| 165. Puchevillers (80645)           | 166. Punchy (80646)                 | 167. Puzeaux (80647)                  | 168. Pys (80648)                    |
| 169. Quivières (80658)              | 170. Raincheval (80659)             | 171. Rancourt (80664)                 | 172. Rethonvillers (80669)          |
| 173. Roisel (80677)                 | 174. Ronssoy (80679)                | 175. Rosières-en-Santerre (80680)     | 176. Rouvroy-en-Santerre (80682)    |
| 177. Rouy-le-Grand (80683)          | 178. Rouy-le-Petit (80684)          | 179. Sailly-Saillisel (80695)         | 180. Saint-Christ-Briost (80701)    |
| 181. Saint-Léger-lès-Authie (80705) | 182. Sancourt (80726)               | 183. Senlis-le-Sec (80733)            | 184. Sorel (80737)                  |
| 185. Soyécourt (80741)              | 186. Suzanne (80743)                | 187. Templeux-la-Fosse (80747)        | 188. Templeux-le-Guérard (80748)    |
| 189. Tertry (80750)                 | 190. Thiepval (80753)               | 191. Thièvres (80756)                 | 192. Tincourt-Boucly (80762)        |
| 193. Toutencourt (80766)            | 194. Ugny-l’Équipée (80771)         | 195. Varennes (80776)                 | 196. Vauchelles-lès-Authie (80777)  |
| 197. Vauvillers (80781)             | 198. Vermandovillers (80789)        | 199. Villecourt (80794)               | 200. Villers-Carbonnel (80801)      |
| 201. Villers-Faucon (80802)         | 202. Ville-sur-Ancre (80807)        | 203. Voyennes (80811)                 | 204. Vraignes-en-Vermandois (80812) |
| 205. Vrély (80814)                  | 206. Warvillers (80823)             | 207. Wiencourt-l’Équipée (80824)      | 208. Y (80829)                      |

* Zahlen in Klammern sind INSEE-Codes

## Neuordnung der Arrondissements 2017

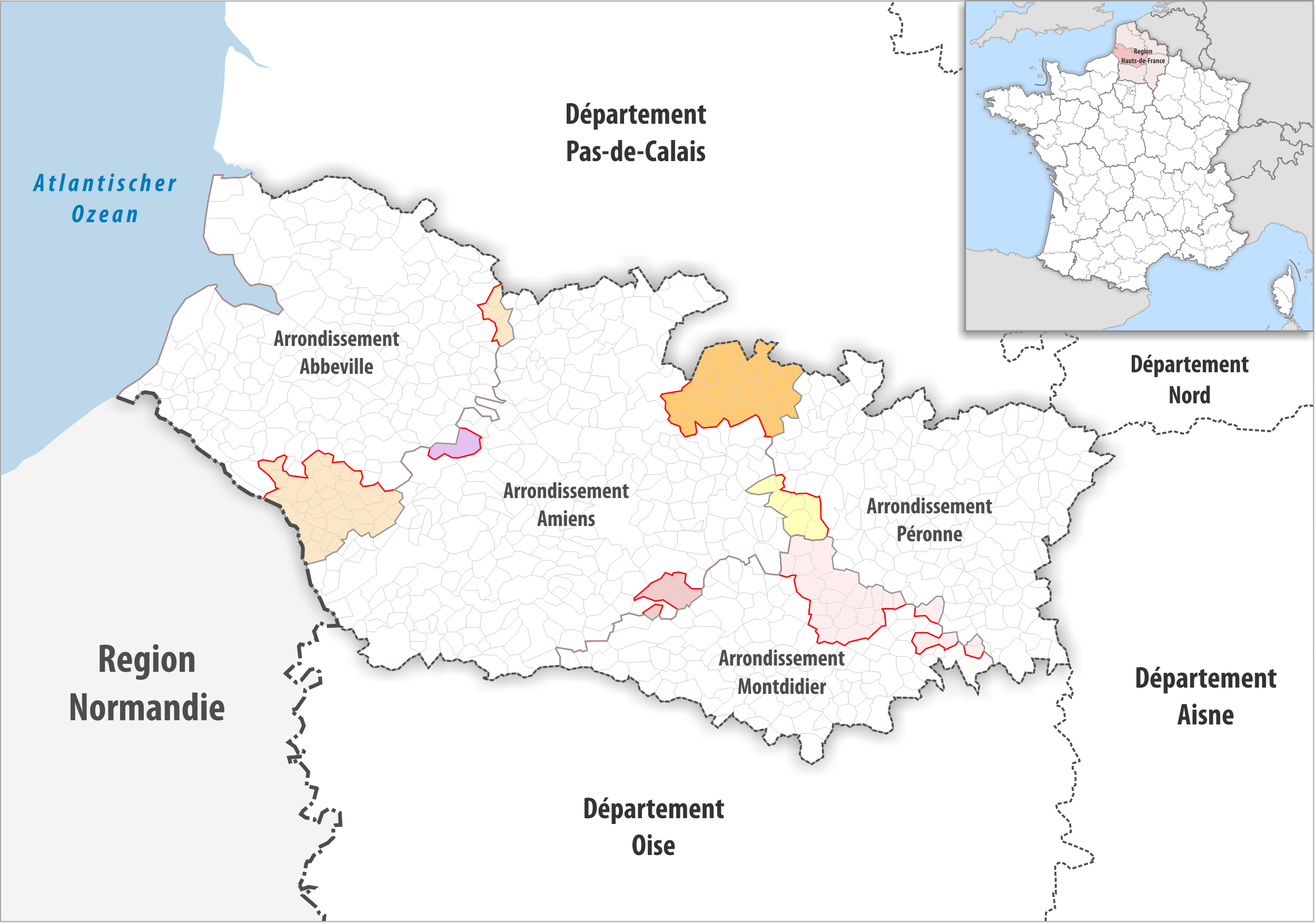
Arrondissementsanpassungen im Jahr 2017

Durch die Neuordnung der Arrondissements im Jahr 2017 wurde aus dem Arrondissement Montdidier die Fläche der 26 Gemeinden Bayonvillers, Beaufort-en-Santerre, Billancourt, Bouchoir, Breuil, Caix, La Chavatte, Chilly, Curchy, Folies, Fouquescourt, Fransart, Guillaucourt, Hallu, Harbonnières, Maucourt, Méharicourt, Moyencourt, Parvillers-le-Quesnoy, Punchy, Rethonvillers, Rosières-en-Santerre, Rouvroy-en-Santerre, Vrély, Warvillers und Wiencourt-l’Équipée und aus dem Arrondissement  Amiens die Fläche der 26 Gemeinden Acheux-en-Amiénois, Arquèves, Authie, Bayencourt, Bertrancourt, Bus-lès-Artois, Coigneux, Colincamps, Courcelles-au-Bois, Englebelmer, Forceville, Harponville, Hédauville, Hérissart, Léalvillers, Louvencourt, Mailly-Maillet, Marieux, Puchevillers, Raincheval, Saint-Léger-lès-Authie, Senlis-le-Sec, Thièvres, Toutencourt, Varennes und Vauchelles-lès-Authie dem Arrondissement Péronne zugewiesen. 
Dafür wechselte die Fläche der sieben Gemeinden Cerisy, Chipilly, Méricourt-l’Abbé, Morcourt, Sailly-Laurette, Sailly-le-Sec und Treux vom Arrondissement Péronne zum Arrondissement Amiens.

## Ehemalige Gemeinden seit 2016
bis 2018:
Mametz, Carnoy, Hombleux, Grécourt, Marchélepot, Misery
bis 2016: 
Étinehem, Hyencourt-le-Grand, Méricourt-sur-Somme, Omiécourt, Pertain